# Toowong
Toowong ist ein Stadtteil von Brisbane, der Hauptstadt des australischen Bundesstaats Queensland. Toowong liegt im Stadtzentrum etwa 5 km vom Central Business District entfernt und hat etwa 13.000 Einwohner..

## Geographie
Toowong liegt zwischen dem Brisbane River und Mount Coot-tha. Die größten Teile des Gebiets sind von flachen Hügeln und Ebenen bestimmt. Seit der europäischen Besiedlung des Ortes wurden die meisten Flächen gerodet, um sie für den Hausbau nutzbar zu machen. Einige Ausnahmen bilden die städtischen Parks.

## Transportwege

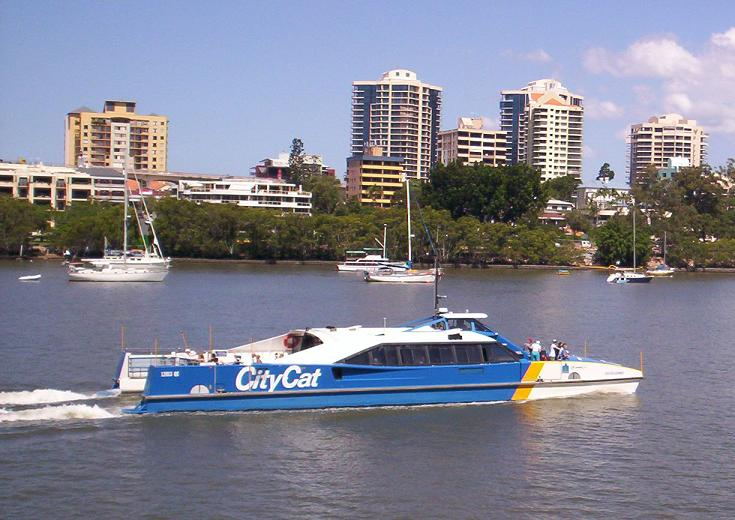
CityCat Personenfähre auf dem Brisbane River

Toowong ist ein zentraler Verkehrsknotenpunkt, durch den annähernd alle Bus- und Bahnlinien der Stadt aus westlicher Richtung verlaufen.
1. Zuganbindung: Die Ipswich Zuglinie hält am Bahnhof Toowong, der unterhalb des Büro- und Einkaufszentrums Toowong Village gelegen ist.
2. Busanbindung: Mehrere Buslinien verbinden den Stadtteil mit nahezu allen Orten der Region.
3. Autoanbindung: Die mehrspurigen Straßen Coronation Drive und Milton Road verbinden Toowong mit dem Norden, Moggill Road und der Western Freeway mit dem Süden und Westen. Hauptstraßen innerhalb Toowongs sind die High Street und Sherwood Road.
4. City Cat: Die berühmte Personenfähre CityCat besitzt einen Anlegepunkt in Toowong, von dem aus man flussaufwärts mit dem Stadtkern und flussabwärts mit der University of Queensland verbunden ist.
5. Fahrradanbindung: Mehrere gut ausgebaute Fahrradwege, die in Australien noch häufig die Ausnahme bilden, verbinden Toowong mit mehreren umliegenden Stadtteilen.

## Wichtige Orte
Brisbane Boys’ College – Eine der wichtigsten Schulen Brisbanes

Brisbane General Cemetery at Toowong – Der größte Friedhof des Bundesstaates Queensland von 1866

Mount Coot-tha – Höchste Erhebung der Stadt

Brisbane Botanic Gardens – Botanischer Garten nahe Mount Coot-tha

Toowong Village – Büroturm und Shopping Centre